# Trái Đất sơ khai
Trái Đất sơ khai (đôi khi được gọi là Gaia, được đặt tên theo nữ thần Hy Lạp cổ đại) được định nghĩa một cách lỏng lẻo là Trái Đất trong một tỷ năm đầu tiên, hay năm giga.  Theo thang thời gian địa chất, nó bao gồm tất cả các Liên đại Hỏa thành (bắt đầu từ sự hình thành Trái Đất khoảng 4,6 tỷ năm trước ), cũng như Đại Tiền Thái cổ (bắt đầu 4 tỷ năm trước) và một phần của Đại Cổ Thái Cổ (bắt đầu từ 3,6 tỷ năm trước) thời đại của Liên đại Thái cổ.
Thời kỳ này của lịch sử Trái Đất liên quan đến sự hình thành của hành tinh từ tinh vân Mặt Trời thông qua một quá trình được gọi là bồi tụ. Khoảng thời gian này bao gồm sự bắn phá vẫn thạch dữ dội cũng như các tác động khổng lồ, bao gồm cả tác động hình thành Mặt Trăng, dẫn đến một loạt các đại dương magma và các giai đoạn hình thành lõi. Sau khi hình thành lõi, việc cung cấp vật liệu thiên thạch hoặc sao chổi trong "lớp vỏ ngoài muộn" có thể đã đưa nước và các hợp chất dễ bay hơi khác đến Trái Đất. Mặc dù ít vật liệu lớp vỏ từ giai đoạn này tồn tại, các mẫu vật cổ xưa nhất là một mẫu khoáng zircon có niên đại 4,404 ± 0,008 Ga kèm theo trong một cuội kết sa thạch biến chất  trong Jack Hills của địa khu Narryer Gneiss của Tây Úc. Các đá tiền mặt sớm nhất (như vành đai đá xanh Isua) có từ nửa sau của giai đoạn này, khoảng 3,8 gya, cùng thời điểm với Bắn phá nặng muộn.
Theo bằng chứng từ việc xác định niên đại bằng phóng xạ và các nguồn khác, Trái Đất hình thành khoảng 4,54 tỷ năm trước. Trong một tỷ năm đầu tiên, sự sống xuất hiện trong các đại dương của nó và bắt đầu ảnh hưởng đến bầu khí quyển và bề mặt của nó, thúc đẩy sự sinh sôi của các sinh vật hiếu khí cũng như kỵ khí. Kể từ đó, sự kết hợp giữa khoảng cách Trái Đất với Mặt Trời, các tính chất vật lý và lịch sử địa chất của nó đã cho phép sự sống xuất hiện, phát triển quang hợp và sau đó, phát triển hơn nữa và phát triển mạnh. Sự sống sớm nhất trên Trái Đất phát sinh ít nhất 3,5 tỷ năm trước. Bằng chứng trước đây về sự sống bao gồm than chì, có thể có nguồn gốc sinh học, trong các loại đá biến chất 3,7 tỷ năm tuổi được phát hiện ở phía tây nam Greenland  và zircon 4,1 tỷ năm tuổi ở Tây Úc.

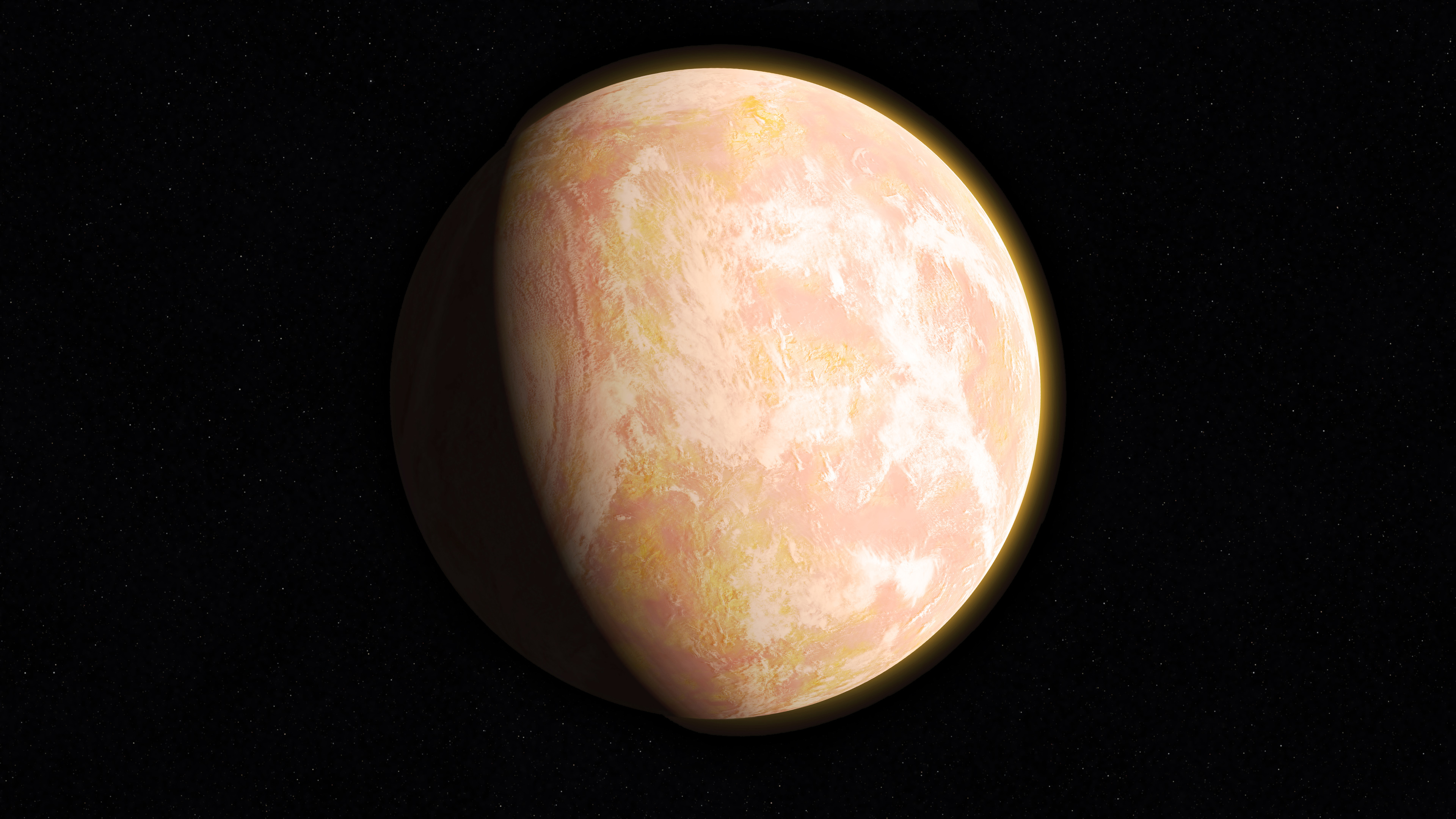
Trái Đất sơ khai - chấm màu cam nhạt (khái niệm ý tưởng)